# Stara novgorodščina
Stara novgorodščina (rusko древненовгоро́дский диале́кт) je izumrlo narečje stare vzhodne slovanščine. Govorili so jo v kneževini Novgorod v srednjem veku. Najstarejšo pisno najdbo predstavljajo pisma na brezovem lubju iz leta 923.

## Uvod
V ožjem smislu pod pojmom stara novgorodščina razumemo narečje Novgoroda in njegove okolice. Na osnovi tega narečja je nastal tudi jezik koiné, ki se je uporabljal na celotnem območju Novgorodske republike, predvsem v mestih. Zelo podobno mu je narečje Pskovske republike – stara pskovščina, ki pa skupaj z novgorodskim (v ožjem smislu) sestavlja staro novgorodsko-pskovsko narečje (skupaj z manjšimi narečji).     
V širšem smislu pa pojem staro novgorodsko narečje zajema skupek vseh staroruskih govorov, ki so se nahajali na območju Novgoroda in Pskova, vključno z vzhodnonovgorodskimi govori in staropskovskimi narečji.
Stara novgorodska narečja in naddialektna stara ruščina so genetsko povezani na ravni praslovanščine. Prištevanje starega novgorodskega narečja med vzhodnoslovanske jezike je rezultat poznejših procesov zbliževanja z ostalimi staroruskimi jezikovnimi areali.   
Arhaična novgorodska toponimija in gramatičnosintaktični podatki pričajo o vidni sorodnosti staronovgorodskega narečja in zahodnoslovanskih jezikov.   
V obdobju med 13. in 15. stoletjem je opazno izrinjanje staronovgorodskih posebnih značilnosti, kar je posledica vse močnejših jezikovnih stikov na ozemlju bodočega ruskega jezika. Ta proces se pospeši po letu 1478 s priključitvijo Novgorodske republike k Moskovski veliki kneževini. Staronovgorodsko narečje razpade na vrsto samostojno razvijajočih se govorov, ki spadajo v širši ruski narečni kontinuum. Staronovgorodsko narečje je vplivalo na razvoj severnoruskih govorov, del se je ohranil tudi v zahodnih srednjeruskih govorih, predvsem v pskovskih.  
Za staro novgorodščino je bilo značilno razlikovanje od staroruskega jezika in drugih slovanskih jezikov. V fonetiki so razlike vidne pri: 
- realizaciji praslovanskega *ě v širok samoglasnik;  
- prehodu *TorT > TorəT ali v ToroT (lahko tudi v *TroT);  
- prehodu *ТъrT > ТъrъТ, ТrъТ ali v Тъr̥ъТ; 
- odsotnosti druge ter tretje palatalizacije. 
Pri morfologiji pa razlike opazimo pri oblikovanju končnice -e v imenovalniku ednine moškega spola v trdi *ŏ- sklanjatvi (glej oblikoslovne značilnosti).
V obdobju pismenosti sta za staronovgorodsko narečje pomembni dve obdobji, v katerih pride do postopnega izpusta polglasnikov — zgodnje obdobje staronovgorodskega narečja (od 11. stoletja do prve četrtine 13. stoletja) in pozno obdobje staronovgorodskega narečja (druga četrtina 13. stoletja do 15. stoletja). Spomeniki, eni izmed najstarejših izpričanih slovanskih virov, so zapisani v cirilici.

## Jezikovna geografija

### Areal
Območje razširjenosti staronovgorodskega narečja— Novgorod in sosednja področja starega Novgorodskega ozemlja. Prvotni areal narečja je območje Ilmenskega jezera v porečju rek Volhov in Šelon ter v porečjih nižjega in srednjega toka rek Msta in Lovat. Areal stare novgorodščine je v širšem smislu zajemal tudi porečje reke Velikaje in okolico Pskovskega jezera. 
Narečje je bilo razširjeno tudi na območju arealov jezikov in narečij ugrofinskih narodov: Votov, Ingrov, Vepsov na severu, Merjanov na vzhodu, Estov na severozahodu od staropskovskega areala. Južno od omenjenega območja se je nahajalo vzhodnoslovansko pleme Kriviči, na jugovzhodu (od staropskovskega areala) pa baltsko pleme Latgalci. Od 8. stoletja dalje se je areal staronovgorodskega narečja začel širiti — iz Prilmenja na vzhod med reki Volgo in Oko. Novgorodski Slovani so potovali ob gornjem toku Volge proti njenim levim pritokom  — Tverca in Mologa, potem pa še čez desne pritoke — v porečje reke Kljazme. Po reki Šeksni so napredovali proti severu, v Zavolže do Belega jezera. Od 10. do 12. stoletja je slovanska kolonizacija na sever potekala iz novgorodskih ozemelj na območju takratne Republike Karelije in porečju srednjega in spodnjega toka Severne Dvine do bregov Belega morja, kjer so živeli Kareli, Čudi in druga ugrofinska plemena.

### Družbeno-jezikovni podatki
Staro novgorodsko narečje v naddialektni formi je v osnovi bilo razširjeno v mestih po vseh območjih fevdalne republike. Uporabljala se je kot sredstvo vsakdanjega sporazumevanja na Novgorodskem ozemlju. Cerkvenoslovanski jezik je imel vlogo jezika liturgije in knjižnega jezika, v vsakdanji komunikaciji se je poleg novgorodščine uporabljala staroruščina.
Preučevanje pisem na brezovem lubju je pokazalo, da se pri sestavi uradnih dokumentov določene forme pojavljajo v staronovgorodskem narečju kot naddialektnem jeziku, medtem ko se je staroruski jezik uporabljal v administrativnih krogih knezov. Delno je raba stare ruščine v administrativnem jeziku povezana z občasnimi stiki s prebivalci drugih ruskih ozemelj kot npr. Kijeva. Prvotna naddialektna forma staroruskega jezika je bila verjetno podvržena vplivu kijevskega govora, od 14. stoletja naprej pa se v Novgorodu postopoma uveljavi staroruski rostovsko-suzdalski knjižni jezik.

### Narečne razlike
Na območju staro novgorodskega narečja je na osnovi analize pisem na brezovem lubju, zapisov na pergamentu, letopisev in drugih pisnih spomenikov, kot tudi na podlagi sodobnih raziskav, možno razdeliti staronovgorodsko narečje na zahodno in vzhodno. Zahodni staronovgorodski areal (zahodno od Novgoroda) je bil še najbližji staropskovskemu narečju. Vzhodni areal, ki je obsegal ozemlje severovzhodno in vzhodno od Novgoroda ter območja poznejše novgorodske kolonizacije na severovzhodu, je bil sorazmerno blizu standardni staroruščini. Posebnost oblikovanja arealov je bila odsotnost skupnega «pranovgorodskega prednika» zahodnih in vzhodnih staronovgorodskih govorov — imeli so različen genetičen izvor, enotne narečne značilnosti so se oblikovale kot rezultat procesov, ki so bili posledica mednarečnih stikov govorcev različnih govorov na območju ene države — Novgorodske republike.
Govori osrednjega območja staronovgorodskega areala so se nahajali na področju najbolj intenzivnega mednarečnega stika med govori zahodnonovgorodskega in vzhodnonovgorodskega narečnega tipa. Rezultat dolgo trajajočih stikov govorcev zahodnih in vzhodnih govorov, na osnovi zahodnonovgorodskih govorov, ki je prevzel tudi nekatere vzhodnonovgorodske značilnosti, je nastalo narečje mešanega tipa.

## Jezikovne  značilnosti

### Glasoslovne značilnosti
Glavna glasoslovna značilnost staronovgorodskega narečja je odsotnost tako imenovane druge palatalizacije zadnjejezičnih soglasnikov: *k, *g, *x so se v položaju pred samoglasnikoma ě in i, ki sta nastala iz *oi, zmehčali, oziroma prešli v [k'], [g'], [x'], niso pa se razvili v pripornike [c'], [z'], [s'], kot v ostalih praslovanskih narečjih. Na primer v korenih besed iz pisem na brezovem lubju: кѣле proti rus. цел 'cel', хѣрь proti rus. серь, 'brezbarven' in podobno. V sodobnih govorih: кеп proti rus. цеп 'cepec', ке́вка proti rus.  цевка 'cevka', кеди́ть proti rus. цедить 'cediti' in drugo, toponimi: Хѣдово 'Hidovo', Хѣрово 'Hirovo' itd. 
Isto je razvidno na stiku osnove in končnice: на рукѣ 'na roki', къ тетъкѣ 'k teti', на Лугѣ, помоги 'pomagaj' in podobno. Staronovgorodsko narečje se v tem ne razlikuje le od ostalih vzhodnoslovanskih narečij, temveč na splošno od vseh drugih slovanskih jezikov. Odsotnost druge palatalizacije beležijo predvsem zahodni govori staronovgorodskega narečja.
V staronovgorodskem narečju tudi v sklopih *kv, *gv in *xv v položaju pred samoglasniki ě, i, ь, ni prišlo do prehoda v [c'], [z'], [s']: гвѣзда proti rus. звезда 'zvezda', квѣт proti rus. цвет 'cvet'. Tako je tudi v zahodnoslovanskih jezikih.
Koren вьх-, proti rus. весь 'ves' v staronovgorodskem narečju ni bil podvržen tretji palatalizaciji, tako da se je ohranil x ‘h’ (in ne s') v celotnem sklanjatvenem vzorcu: вьхэ, вьхо, вьху proti rus. все, всё , всю, ‘vse, vso, vso’ itd.  
Za staronovgorodsko narečje in območje Novgorodske republike je značilen pojav cokanja  oziroma sovpad fonemov /c/ in /č/ (to je značilno tudi za staropskovsko narečje), kjer so sovpadli rezultati prve in tretje palatalizacije za *k. Primere cokanja lahko najdemo v pismih na brezovem lubju ter na pergamentih novgorodskih rokopisov iz zgodnjega obdobja: хоцоу, proti rus. хочу 'hočem', отьчеви proti rus. отцу 'očetu', цето proti rus. что 'kaj/kar' itd. 
V staropskovskem narečju je prišlo do sovpada /s’/ — /š’/, /z’/ — /ž’/ oziroma do tako imenovanega šokanja. Glede na redke primere iz pisem na brezovem lubju, lahko sklepamo da se je šokanje v staronovgorodskem narečju razvilo le v določeni meri: шизыи, rus. сизый,'temno siv', заожеричъ 'prebivalec Zaozerja', idr.
Refleksi zvenečih sklopov *stj, *skj, *zdj, in *zgj so se v staronovgorodskem narečju razvili na dva načina: zahodni [ž'g'], [š'k'] in vzhodni [ž'Ǯ'] in [š'č'] (sovpadajo s starovzhodnoslovanskimi). Primere tovrstnih refleksov najdemo v staronovgorodskih spomenikih, med drugim tudi v starocerkvenoslovanskih: o refleksu zvenečih sklopov priča жг: дъжгь proti rus. дождь 'dež', наѣжгѧѧ, rus. »наезжая« 'medtem, ko je nekdo napadal' in podobno. Refleks nezvenečih soglasniških sklopov pa je najpogosteje izražen s črko щ, ki se je brala kot [š'k']: оу Тимоще proti rus. у Тимошки, Събышкиницѧ proti rus. Сбышкинича. 
Pskovski spomeniki beležijo pomemben prehod praslovanskih *tl, *dl > kl, gl, ki pa so se v staronovgorodskem narečju pojavljali ob tipičnih vzhodnoslovanskih refleksih *tl, *dl> l. V pismih na brezovem lubju in drugih novgorodskih virih sta prisotna oba tipa refleksa: staropskovski клещь proti rus. лещ 'riba ploščič', повеглѣ proti rus повели 'odpeljali, povedli', ob starovzhodnoslovanskem мыла 'milo', розвьли proti rus. развели 'ločili'. 
V staronovgorodskem narečju (in staropskovskem) je prišlo do posebnega razvoja vl' in ml' v l’ in n’ (iz psl. *vj, *mj): испралю proti rus.исправлю 'popravim', Яколь namesto Яковль 'Jakobov' (svojilni pridevnik od imena Яковъ 'Jakov'), на зени proti rus. на земле 'na zemlji'. Prvi dokazi za ta pojav so iz 12. stoletja, povsem možno pa je, da je do pojava prišlo že prej. 
Refleksi praslovanskih dvoglasniških zvez samoglasnikov in jezičnikov v staronovgorodskem narečju so najverjetneje bili drugačni od onih v starovzhodnoslovanščini. 
Osnovni staronovgorodski tip razvoja zveze *TъrT je prehod v ТъrъТ, kjer jezičnik r stoji med dvema polglasnikoma, tj. ТъrъТ, ТьrьТ, ТъlъТ, ТьlьТ (če *TьlT ni prešel v *ТьlТ), s tem, da pred trdimi zobnimi gre ь v ъ: ТьrьТ v ТьrъТ. O tem refleksu pričajo pisma na brezovem lubju, kjer je prisotna dvoglasniška zveza, kjer jezičnik stoji med dvema polglasnikoma: мълъви, rus. «скажи» 'povej', въ бъръзѣ proti rus. быстро 'hitro' in podobno (za razliko od standardnih staroruskih  zapisov, kjer je le en polglasnik pred jezičnikom, npr. *TъrT).
V staronovgorodskem narečju je obstajal še en tip dvoglasniške zveze *TrъT ali T ььT, kjer polglasnik stoji za zlogotvornim jezičnikom, z vokalnim prizvokom na obeh straneh. Tovrstne primere lahko ponovno najdemo v pismih na brezovem lubju in v nekaterih novgorodskih rokopisih: мловила 'rekla je', во брозѣ  'hitro', къ Влъчькови, rus. »к Волчку« 'k Volčku' v primerjavi z  zapisi iz Žitija Andreja Jurodivega iz 14 st.: проты proti rus. порты 'hlače', млония proti rus. молния 'strela', idr. 
Staronovgorodsko narečje prav tako beleži poseben refleks v dvoglasniških zvezah *TorT, ki se v zapisih odraža кот ро, ло (ъро, ъло): 2 срочька proti. rus. два сорочка (сорочькъ — merilna enota oziroma valuta, v prvotnem pomenu »40 krzen«), погрод(ье) proti rus. погородье (dajatev, ki so jo plačevala mesta), дрогое proti rus. дорогое 'drago', idr. 
Vsa narečja staronovgorodskega območja so ohranila zaporniški (eksplozivni) [g] za razliko od južnih in jugozahodnih narečij Kijevske Rusije, kjer se je praslovanski *g razvil v priporniški (frikativni) [γ]. 
Realizacija praslovanskega *ě se je v govorih razlikovala. Za staropskovske in zahodne staronovgorodske govore je bil značilen širok samoglasnik, za vzhodne novgorodske govore pa ozki samoglasnik, ki je sicer značilen za večino staroruskih govorov. Od druge polovice 12. stoletja se v spomenikih staronovgorodskega narečja, med drugim tudi v pismih na brezovem lubju, pojavljajo primeri prehoda  ě v i, ki v 13. oziroma 14. stoletju postaja vse pogostejši. 
Proces izpusta polglasnikov je v staronovgorodskem narečju potekal skoraj celo stoletje, od prve četrtine 12. stoletja do prve četrtine 13. stoletja, čeprav so polglasniki na koncu besede izginili že nekoliko prej. 
Polglasniška sklopa *ъjь in *ьjь sta v staronovgorodskem narečju  prešla v oj, ej ali pa je  *ъjь prešel v uj, ej, oj,  *ьjь pa v  ij oziroma ej.  Zahodni refleks ej (iz *ъjь) potrjujejo tudi pisma na brezovem lubju ter druge novgorodske listine: възѣиду, 'vzidem', в Великеи Новгородъ, 'v Veliki Novgorod'.
Od druge polovice 12. stoletja naprej, se v novgorodskih spomenikih pojavlja nevtralizacija fonemov /v/ in /u/, v različnih pozicijah, kar je povezano s polgasniškim izpustom: оу манастыри proti rus.  в монaстыре 'v samostanu', ꙋзѧле proti rus. взял 'vzel', itd.
Med asimilacijskimi procesi znotraj novih soglasniških sklopov, ki so posledica izpusta polglasnikov,  je v staronovgorodskem narečju prišlo do progresivne asimilacije: сътоумаи namesto съдоумаи 'razmisli', кте 'kje' iz къде in drugi. Med te najverjetneje spada tudi poseben staronovgorodski izraz сторовъ rus. здоров, цел 'zdrav, cel'. Progresivna asimilacija je potekala le v zgodnjem obdobju po procesu izpusta polglasnikov, saj jo je kasneje izpodrinila regresivna asimilacija, ki je sicer značilna za starovzhodno slovanščino.

### Oblikoslovne značilnosti
V oblikoslovju je najpoglavitnejša lastnost končnica -e v imenovalniku ednine moškega spola trde o-sklanjatve, kjer bi praviloma morala stati končnica -ъ (kot v takrat vseh ostalih slovanskih jezikih in narečjih): Скоте ‘živina’, Иване (oblika imena Ivan), старе 'star', кето 
'kdo', (к-ъ-то), pri čemer pred končnico -e glasovi k, g, x niso prehajali v č, ž, š: замъке, in ne*замъче 'dvorec'. Na podlagi pisem na brezovem lubju lahko sklepamo, da je končnica -e v imenovalniku ednine v zgodnjem obdobju zagotovo prevladovala, v času od 13. do 14. stoletja pa so primeri s končnico -ъ postopoma postajali vse pogostejši. 
V tožilniku ednine moškega spola trde o-sklanjatve, je kot v drugih slovanskih narečjih končnica -ъ: хлѣбъ 'kruh', скотъ ipd. S tem prihaja, v nasprotju z drugimi slovanskimi jeziki, v staronovgorodskem narečju do razlike med imenovalnikom in tožilnikom ednine. Posledično se je v staronovgorodskem narečju kategorija živosti razvila šele kar nekaj časa kasneje kot v vzhodnoslovanskem narečju in je bil zapis slednjih primerov povsem običajen: посълю отрокъ 'pošljem otroka', куплю конъ 'kupim konja' in celo посълю Ростиславъ (sicer lahko tudi посълю Ростислaва) 'pošljem Rastislava'.
V a-sklanjatvi se je že v zgodnjem staronovgorodskem obdobju v rodilniku ednine samostalnikov s trdo osnovo pisala končica -ѣ: полъ гривнѣ 'pol grivne'. Ta končnica se je prav tako pisala v imenovalniku in tožilniku množine trde *a -sklanjatve: кунѣ ‘kune’ (denarna valuta v Stari Rusiji od 10. do 15.st), кѣлѣ ‘cele’ ipd., ter v imenovalniku in tožilniku množine moške *o-sklanjatve samostalnikov s trdo osnovo: 4 золотьнкѣ '4 zlatnike', городѣ 'mesta' in drugi. Končnico -ѣ pri samostalnikih a-sklanjatve s trdo osnovo lahko opazimo že v najstarejših zapisih iz obdobja pismenosti. Pri samostalnikih moškega spola s trdo osnovo o-sklanjatve, pa je ta končnica prisotna v tožilniku množine že v zgodnjem obdobju, v imenovalniku množine pa se je njena uporaba učvrstila nekoliko kasneje, zaradi razširjene končnice -и. 
Končnica -ѣ se je v staronovgorodskem narečju prav tako pisala v dajalniku in mestniku ednine mehke a-sklanjatve ter v mestniku ednine mehke *o-sklanjatve: въ землѣ 'v zemlji', к Прокъшѣ 'k Prokši'. Tako se je pri *a-sklanjatvi v rodilniku ednine ter v dajalniku in mestniku ednine poenotila končnica -ѣ v samostalnikih tako trde kot mehke osnove: rod. ed. женѣ 'žene', земли 'zemlje', daj., mestn. ed. женѣ, земли. Tako so se združile značilnosti zahodnih in vzhodnih govorov Novgorodske republike: pskovska tradicija sovpadanja rodilnika ednine ter dajalnika in mestnika ednine (rod. ed. женѣ, земли, daj. in mest. ed. женѣ, земли) in severovzhodna težnja po poenotenju trdih in mehkih končnic (rod. ed. жены, земли, daj. in mestn. ed. женѣ, землѣ). 
V staronovgorodskem narečju je že zelo zgodaj končnico imenovalnika in tožilnika dvojine srednjega spola -ѣ (ali и pri mehki osnovi) zamenjala končnica -a; дъва лѣта 'dve leti'.
Pridevniški sklanjatveni vzorec je za razliko od narečij Kijevske Rusije zelo dolgo ohranil arhaične oblike, ki še niso podlegle vplivu zaimenske sklanjatve; rod. m. ed. -аго,  daj. m. ed. -уму, daj., mestn. ž. ed. - ѣи, mestn. m. ed. – ѣмь. Pridevniške končnice so dokončno izrinile zaimenske v poznem staronovgorodskem obdobju (13.-14. stoletje). 
V zgodnjem staronovgorodskem narečju so se za zaimek «тот» pojavile oblike s samoglasnikom -i- namesto prvotnega -ě-: тимь, тихъ, тими (namesto тѣмь, тѣхъ, тѣми) itd. Kasneje pa v teh zaimkih, kot tudi v trdi zaimski sklanjatvi, v omenjenih oblikah prevladujejo končnice, prevzete iz pridevniške sklanjatve: тыхъ, тыми, тыи, itd.
V staronovgorodskem narečju, so v zgodnjem obdobju za 3. osebo ednine in množine prisotne sedanjiške oblike brez -ть: ed. несе proti rus. несёт 'nese', живе proti rus. живёт 'živi', mn. несу proti rus. несут 'nesejo', платѧ proti rus. платят 'plačajo' (prav tako ponekod brez -сть: е proti rus. есть  'je', въда  proti rus. даст 'da'), oblike s -ть se pojavljajo redkeje. 
Prva oseba imperativa in atematskega sedanjika se v je v staronovgorodskem narečju tvorila s končnico -me: не проливаиме 'ne bomo polili, ne polijmo', есме 'smo'. 
Velelniške končnice v množini in dvojini pa so bile posplošene: -ите, -ита (prvotno so bile značilne le za mehke osnove): идите, берите, идита, берита 'pojdite, vzemite, pojdita, vzemita'.
Deležniki (deležja) glagolov s trdo osnovo so že v zgodnjem obdobju staronovgorodskega narečja imeli končnico -ѧ: идѧ proti rus. идя 'idoč', рекѧ proti rus. говоря 'govoreč'. Kot je vidno v teh zadnjih primerih, je prišlo do zamenjave tudi pri zadnjih jezičnikih. 

### Skladenjske značilnosti
V staronovgorodskem narečju lahko opazimo zgradbo, pri kateri se ob nedoločniku predmet izraža z imenovalnikom : вода пити (‘piti vodo’).
Posebnost narečja je  trpna zgradba, pri kateri se vršilec dejanja s predložno zvezo z оу in оть: Жизнобуде погублене оу Сычевичь (vs. sodobna ruščina, pri kateri je vršilec označen z brezpredložnim orodnikom).
Podobne trpniške zgradbe s predlogi najdemo tudi v sodobnih severozahodnih ruskih govorih.
Prav tako so za staronovgorodsko narečje značilne konstrukcije z aktivnimi deležniki v funkciji povedka odvisnega stavka: А цто про сѧмоꙁерци хедыле есемо, не платѧце. 
Pogosta je uporaba členka ти, posebej v zvezi z veznikom да: дати 'naj, da bi'.
Opaziti je tudi narečni staronovgorodski veznik око ‘kot’. V virih je moč najti tudi veznika kot яко in како.

## Zaton novgorodščine in vpliv na sodobno ruščino
Med 13. in 15. stoletjem je prišlo do stikov med staro novgorodščino in drugimi narečji poznejšega območja Rusije. Vrsta staronovgorodksih značilnosti je tako postopoma slabela in izginjala, njeno mesto pa so začela zasedati središčna in vzhodna narečja. Z izgubo politične neodvisnosti Novgoroda in priključitvi k Moskovski državi (1478) se ta proces nenadoma pospeši. Tako izgubi svojo prejšnjo enotnost in jasne meje ter se postopoma izgubi v vseruskem narečnem kontinuumu. 
Z druge strani pa mednarečni stiki vodijo k prodoru novgorodskih značilnosti v jezik centra. Kot navaja Andrej A. Zaliznjak, so v sodobnem knjižnem ruskem jeziku značilnosti poglavitno novgorodskega izvora naslednje: 
- odsotnost premene к - ц, г - з, х - с v primerih kot so на руке 'na roki', на ноге 'na nogi', на сохе 'na drogu, na palici', помоги 'pomagaj'.
- -а v kombinaciji два лета 'dve leti'; 
- velelniki na -ите kot so берите 'vzemite', несите 'nesite', помогите 'pomagajte'; 
- deležja na -я kot беря 'vzamejoč', неся 'nesoč'.

## Zgodovina preučevanja
Eden prvih preučevalcev staronovgorodskega narečja je bil Peter A. Lavrovski («O jeziku severnih ruskih letopisev», 1852), ki se je še posebej posvetil posebnostim starih spomenikov pismenosti novgorodskega izvora. Zavračal je teorijo Izmaila I. Sreznevskega o enotnosti staroruskega jezika do 14. stoletja. Historična dialektologija ruskega jezika in preučevanje starega novgorodsko-pskovskega areala so pritegnili zanimanje jezikoslovcev predvsem v drugi polovici 19. stoletja in v začetku 20. stoletja. Aleksej A. Šahmatov se je staronovgorodskemu narečju in njegovim značilnostim posvetil v delih «O novgorodskem jeziku» (1885—1895) in «Preučevanje dvinskih pismenosti» (1903). Prav tako je preučeval tudi staropskovske spomenike v delu «Nekaj opažanj o jeziku pskovskih spomenikov 4.—5. stoletje» (1912). Boris M. Ljapunov je bil prvi, ki je opazil odsotnost druge palatalizacije v staronovgorodskem narečju.
Pomemben mejnik v preučevanju stare novgorodščine je odkritje novgorodskih pisem na brezovem lubju v sredini 20. stoletja. Artemij V. Arcihovski in Viktor I. Borkovski sta postopoma objavljala pisma, kasneje pa sta Valentin Janin in Andreja A. Zaliznjak postala glavna preučevalca staronovgorodskega narečja. Med deli druge polovice 20. stoletja o problematiki stare novgorodščine, je potrebno izpostaviti slednja: kolektivna izdaja «Paleografska in jezikovna analiza novgorodskih pisem na brezovem lubju» (1955), «Zgodovina starega pskovskega narečja v 4. stoletju» Tatjane Kandaurove iz leta 1960, «Osnutki zgodovinske dialektologije severne Rusije» Klavdije Gorškove (1968). Splošna dela tega obdobja o zgodovini staroruskega jezika so: «Zgodovinska vprašanja ruskega jezika» Rubena Ivanoviča Avanesova (1958), «Zgodovina staroruskega jezika» Leva Jakubinskega (1953), «Nastanek jezika vzhodnih Slovanov» (1962) «Izvor ruskega, ukrajinskega in beloruskega jezika» Fedota Filina (1972), kolektivna monografija «Temelj severnoruskih govorov in srednjeruskih govorov», ki jo je uredila V. Orlova, «Zgodovinska dialektologija ruskega jezika» Klavdije Gorškove (1972).
Zanimanje za staro novgorodščino se je še povečalo v začetku 80-ih let zahvaljujoč dognanjem Andreja A. Zaliznjaka. Njegovo delo je pripomoglo k novemu pristopu pri interpretaciji pisem na brezovem lubju, oživitvi starih in pojavitvi novih idej ter k postavitvi hipotez, povezanih z oblikovanjem starovgorodskega narečja. 
Ena izmed domnev, ki je vzbudila zanimanje preiskovalcev staroruskega jezika, je bila hipoteza o zahodnoslovanski genezi stare novgorodščine. Podobne domneve sta imela Sreznevski (v sredini 19. stoletja) ter Šahmatov (ob začetku 20. stoletja). Prve hipoteze o povezavi prednikov Novgorodcev in zahodnih Slovanov z njihovo naselitvijo Prilmenja iz Baltskega pomorja, so zabeležene v delih zgodovinarja Mihaila Kačenovskega iz leta 1834. Hipotezo so podprli tudi Aleksander Kotljarevski, Štefan Gedeonov, Ivan Zabelin in Nestor Petrovski. 
V sodobnosti so se s hipotezo o zahodnoslovanski genezi staronovgorodskega narečja ukvarjali preučevalci, kot sta Georgij A. Haburgajev in  Sergej L. Nikolajev  — hipotezo podpirajo ne le jezikoslovci, ampak tudi nekateri zgodovinarji in arheologi (Valentin Sedov, Valentin Janin). Fedot Filin je, v nasprotju z omenjenimi, zagovarjal obstoj enotnega vzhodnoslovanskega jezika prednika, iz katerega so se kasneje razvila narečja staroruskega jezika (ki je vključeval staro novgorodščino). Šuster-Ševc pa je delil pogled Šahmatova in Sobolevskega in trdil, da se lahko posebnosti starosevernoruskega narečja Pskova in Novgoroda pojasnijo s tem, da gre v osnovi za praslovanska narečja, ki so se v okviru slovanske pradomovine nahajala v narečnem območju, kjer so poleg “narečij prednikov” kasnejšega vzhodnoslovanskega narečja bili prisotni tudi vplivi prednikov lehitskih narečij in lužiščine, delno pa tudi kasnejšega južnoslovanskega narečja.  
Andreja A. Zaliznjak, največji sodobni poznavalec novgorodskega jezika, je v svojih raziskovanjih razvijal več različnih teorij. V svojem članku iz leta 1986 o novgorodskih pismih na brezovem lubju Andrej Zaliznjak trdi, da staronovgorodsko narečje predstavlja ločeno slovansko narečje, ki ga od drugih vzhodnoslovanskih narečij razlikujejo številni primeri iz praslovanskega obdobja. Predvideval je, da je staronovgorosko narečje povezano z «zahodnoslovanskim (predvsem severnolehitskim) in/ali južnoslovanskim (predvsem s slovenskim)». V svojem govoru na 10. Mednarodnem kongresu slavistov leta 1988 je Andrej Zaliznjak razložil, da je bilo staronovgorodsko narečje med 11. in 12. stoletjem rezultat dolgo trajajočih stikov med severnokrivičiskimi in ilmenskoslovanskimi narečji. Delno se je strinjal s Haburgajevim, severnokrivičisko narečje je uvrščal v severozahodno skupino, ki vključuje tudi poljščino, severnolehitske jezike in lužiščino. Ilmenska slovanščina pa po njegovem mnenju spada v jugovzhodno skupino, ki jo sestavljajo bolgarski, srbohrvaški in slovenski jezik ter južna narečja vzhodnoslovanskih območij. Leta 1993 je v svojem delu ponovno zagovarjal vključitev severno-krivičeskega narečja v severozahodno jezikovno skupino. Vseeno pa je spremenil svoje stališče. Po letu 1995, ko je izšla njegova monografija «Staronovgorodsko narečje», je Zaliznjak začel zagovarjati, da so v poznopraslovanskem obdobju opazne razlike med plemenskimi govori «s pragmatičnega vidika neznatne in da je medsebojno sporazumevanje potekalo brez večjih težav». To se je odražalo v številnih jezikovnih povezavah, ne samo znotraj treh osnovnih slovanskih vej, ampak tudi med idiomi iz različnih podskupin. 
Najbolj podrobni opis slovnice staronovgorodskega idioma je moč najti v delu Andreja Zaliznjaka «Staronovgorodsko narečje» (1995; 2. izdaja, 2004).